# Edmonton Stingers
El Edmonton Stingers es un equipo de baloncesto que juega en la CEBL con sede en Edmonton, Canadá.

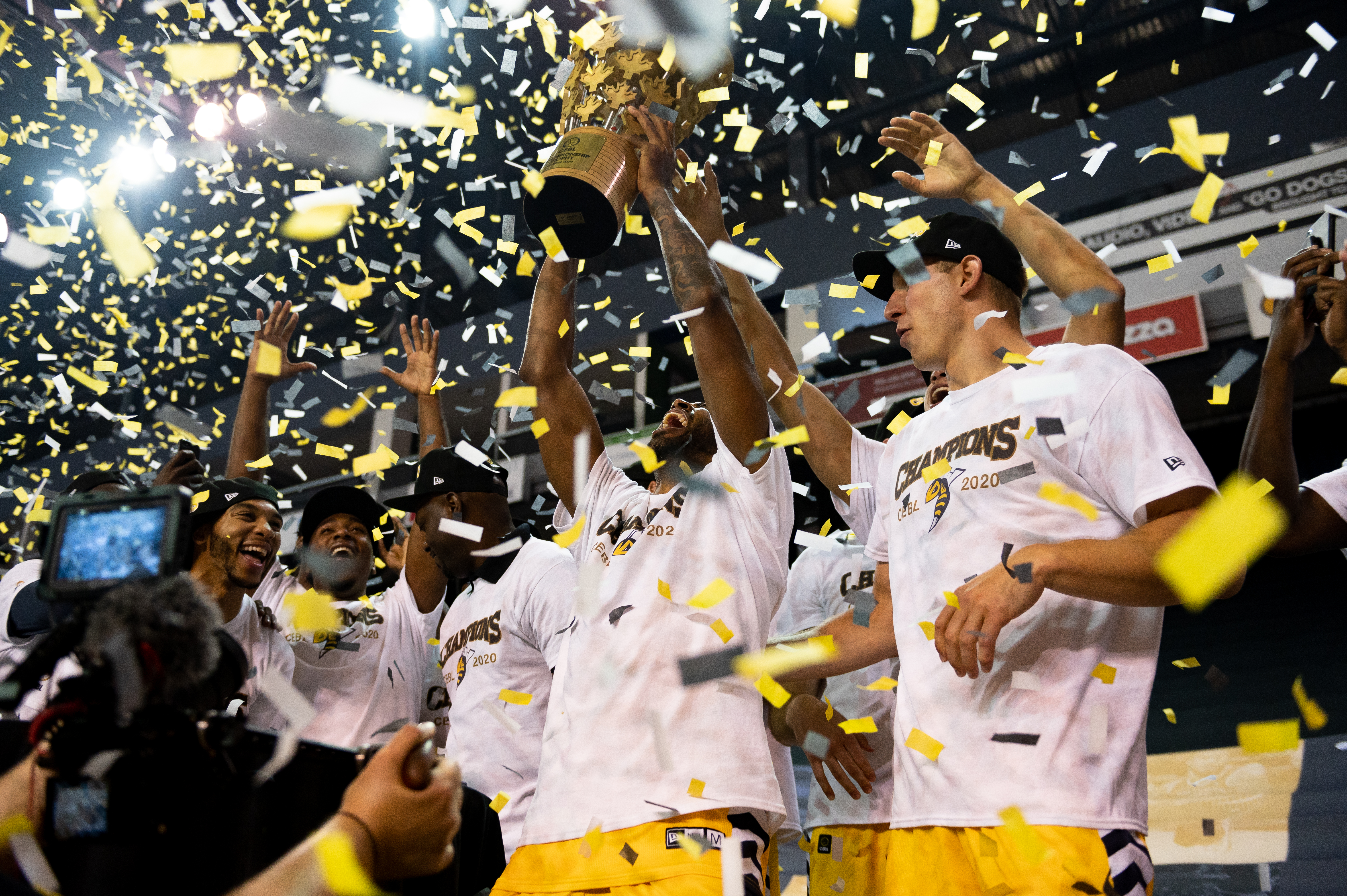
Celebración del título obtenido en 2020.

## Palmarés
- CEBL

Campeón (2): 2020, 2021